# Герб Пуровского района
Герб Пуровского района Ямало-Ненецкого автономного округа

## Описание герба
Герб Пуровского района представляет собой синий (голубой) щит, на фоне которого желтая (золотистая) полоса с расположенными углом вверх квадратами в цвет поля, сопровождаемая тонкой отвлеченной белой каймой, и во главе щита – желтый (золотой) песец с хвостом в виде желто-белого пламени.
Точное геральдическое описание герба района: «В лазоревом (синем, голубом) поле золотой пояс, обремененный пятью вписанными ромбами в цвет поля, имеющий тонкую отвлеченную серебряную кайму сопровожденный во главе золотым песцом, имеющим серебряный, окаймленный золотом хвост».

## Обоснование символики
Геральдический «пояс» воспроизводит национальный орнамент «Оленья тропа». Образ пушного зверька олицетворяет собой сопряжение национального (традиционного) уклада ведения хозяйствования с промышленным освоением района.
Автор герба: член Союза журналистов РФ, член правления союза журналистов Ямала Мерзосов Георгий Георгиевич.
Герб утвержден решением № 20 Районной Думы от 19 июня 1998 года и внесен в Государственный геральдический регистр Российской Федерации — № 787.